# Rockford, Illinois
Rockford är en stad i den amerikanska delstaten Illinois med en yta av 146,9 km² och en befolkning som uppgår till cirka 152 000 (2003). Cirka 17% av befolkningen i staden är afroamerikaner. Av befolkningen lever cirka 14% under fattigdomsgränsen. 
Staden är belägen i den norra delen av delstaten cirka 25 kilometer söder om gränsen till Wisconsin och cirka 120 kilometer öster om Mississippifloden och cirka 160 kilometer nordväst om Chicago.
Rockford är den näst största svensk-amerikanska staden i USA och 37 000 av Rockfords innevånare härstammar från Sverige.
Ett samarbetsavtal har träffats mellan Rockford och Lidköping, detta för att utveckla näringslivet i de båda städerna.